# نخلة على الجدول

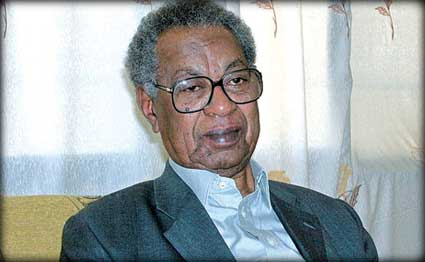
الطيب صالح

نخلة على الجدول قصة قصيرة للأديب السوداني الطيب صالح. لقصة من بواكير النتاج الأدبي للكاتب، وفيها نزعة دينية؛ حيث تلقي الضوء على شخصية الفرد الريفي البسيط، الذي يتوكل على الله حتى يتم الفرج،كما تتناول القصة قضية التجار الجشعين الذين يستغلون الناس البسطاء من اجل اطماعهم الخاصة.

## موضوع القصة
تدور القصة حول شخصية الشيخ محجوب الذي يحاول بيع نخلته قبل قدوم عيد الأضحى، حيث تصور القصة واقع الصراع بين التجار المستغلين والفقراء.
تطرح هذه القصة واقع السودان، وبيع محصول التمر واعتبار نخلة «الأساسف» هي الأكثر حملا للثمار، وفي ظل هذا الواقع عاش الشيخ محجوب فقيرا، وتحول إلى غني بعد زواجه، ورزق بفتاة أسماها «أمنة» لكن قدوم الجفاف غير من طبيعة الحياة، ومن طبيعة المحصول، ووجد الشيخ نفسه في أزمة والعيد مشرف على القدوم، لكن وصول ابن الشيخ في آخر لحظة سيغير من طبيعة الأزمة، وعودة الفرح إلى قلب الأب الحزين الذي سيحصل على خروف العيد.